# Fidelis Ferdinand von Fugger zu Glött
Fidelis Ferdinand Joseph Sebastian Graf von Fugger zu Glött, auch Fidel Ferdinand Fugger, (* 7. März 1795 in Glött; † 8. Januar 1876) war ein deutscher Politiker und Baumwollfabrikant.

## Leben
Fugger zu Glött war Sohn von Joseph Sebastian Eligius Graf Fugger von Glött und Freiin Maria Aloysia von Waldburg, Gräfin zu Wolfegg, Reichserbtruchsessin. Er besaß ein Gut, eine Baumwollfabrik, eine Ölmühle und eine Lederfabrik.
Zwischen 1827 und seinem Tod (2.–14. Wahlperiode) war er Mitglied in der bayerischen Kammer der Reichsräte.
Er wurde in der Kirche St. Peter und Paul in Kirchheim in Schwaben bestattet.

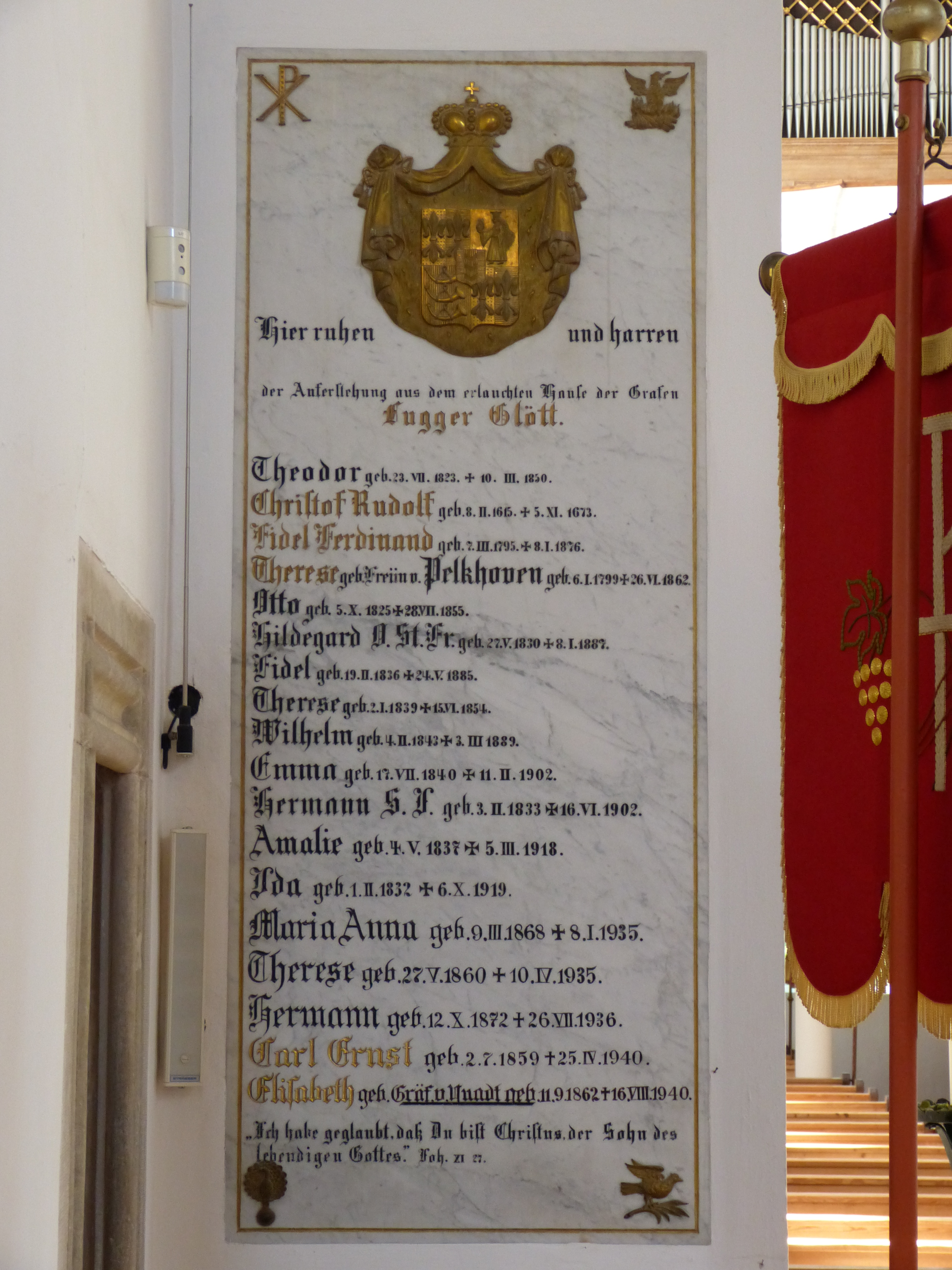

Gemeinsam mit Therese Freiin von Pelkhoven (6. Januar 1799–26. Juni 1862), die er am 14. Oktober 1820 heiratete, hatte er 19 Kinder. Unter anderem:
- Theodor (23. Juli 1823–11. März 1850)
- Otto (5. Oktober 1825–28. Juli 1855)
- Hildegard (Taufname: Bertha) (27. Mai 1830–8. Januar 1887), Ordensfrau der Dillinger Franziskanerinnen
- Ida (1. Februar 1832–6. Oktober 1919)
- Hermann (3. Februar 1833–16. Juni 1902)
- Fidel (19. Februar 1836–24. Mai 1885)
- Amalia (4. Mai 1837–5. März 1918)
- Therese (2. Januar 1839–15. Juni 1854)
- Wilhelm (4. Februar 1843–3. März 1889)[4]